# Playa de Muíños de Fortiñón
La playa de Muíños de Fortiñón (también conocida como playa de Saiáns) está situada en la parroquia de Sayanes, en el municipio gallego de Vigo. Es una de las playas de Vigo que cuenta con Bandera Azul.

## Características
Playa mixta en donde se practica el nudismo, de 100 metros de longitud y una anchura media de 50 metros con blancas y finas arenas, muy frecuentada por los vecinos más jóvenes de las proximidades. En su margen derecha desemboca un pequeño arroyo y desde la playa se contemplan las próximas Islas Cíes. Su entorno se encuentra ocupado por chalets y un paseo litoral.
La playa es muy frecuentada por aficionados a los deportes náuticos, debido a su oleaje y viento, aunque resguardada en verano.

## Servicios

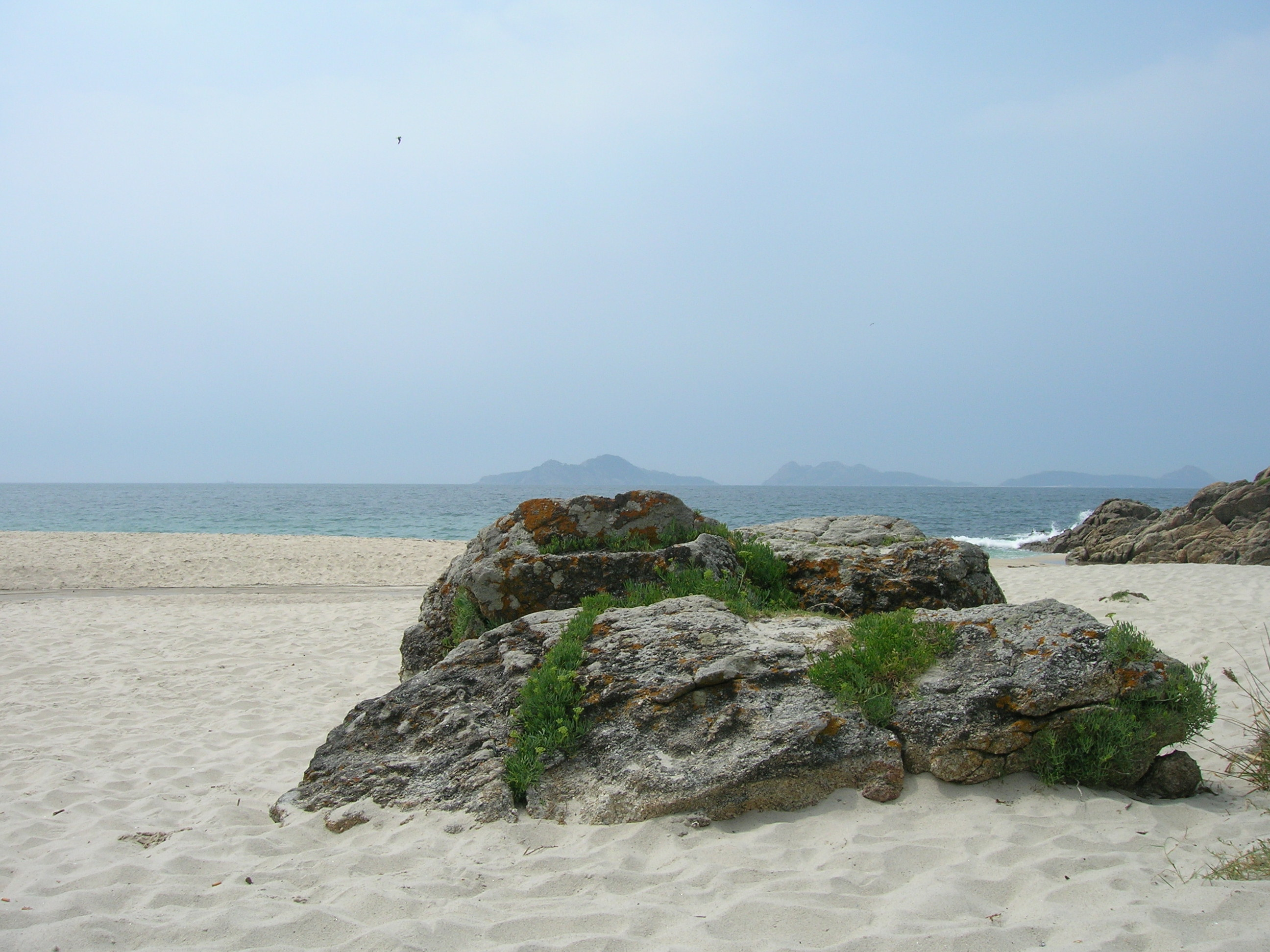
Playa de Muíños de Fortiñón.

Cuenta con panel informativo, servicios de limpieza y vigilancia, duchas, rampa de acceso y bar.

## Accesos
Al arenal se accede en vehículo rodado por la carretera costera de Vigo a Bayona (PO-325) y posteriormente se debe acceder por el camino de Fortiñón. Dispone de un pequeño aparcamiento.
El autobús urbano de Vitrasa que presta servicios a esta playa es la línea L-10 y el interurbano es la línea Vigo-Bayona.